# Viola Burnham
Viola Victorine Burnham (Nieuw-Amsterdam, 26 november 1930 – Miami, 10 oktober 2003) was een Guyaans docente, vrouwenactiviste en politica. Van 1985 tot 1991 was zij vicepremier en vicepresident van Guyana. In de Amerika's was zij de eerste vrouw van Afrikaanse afkomst op de post van vicepresident; in Costa Rica werd Epsy Campbell Barr in 2018 de tweede vrouw.

## Leven
Burnham werd geboren in Nieuw-Amsterdam in (destijds) Brits-Guiana, de jongste van acht kinderen van schoolmeester James Nathaniel Harper en zijn vrouw Mary Harper-Chin. Na het voltooien van de middelbare school ging ze werken in de journalistiek, maar stapte in 1950 over naar het onderwijs. Toen ze een studiebeurs kreeg ging ze Latijn studeren aan de Universiteit van Leicester, Verenigd Koninkrijk en later aan de Universiteit van Chicago, VS. Tussen de twee studies in werkte zij als docente Latijn aan de Bishops High School. In 1967 huwde zij Forbes Burnham, zittende premier van Guyana, en kreeg met hem twee dochters.
In de jaren 1970 speelde Viola Burnham een belangrijke rol bij het bevorderen van gelijke kansen voor vrouwen en vrouwenrechten in Guyana. De naam "Burnham" was een begrip in Guyana en maakte haar tot spil van de beweging voor vrouwenbevrijding. Ze was lid van het Centraal Comité van de People's National Congress (PNC), de partij opgericht door haar echtgenoot. Als voorzitter van vrouwenvleugel van de PNC, de Women's Revolutionary Socialist Movement (WRSM), gaf Burnham de aanzet tot een aantal economische projecten specifiek voor de opleiding en de werkgelegenheid van vrouwen. Ze leidde de strijd tegen wetten die vrouwen achterstelden en richtte het Desiree Bernard Committee op om hervormingen in het rechtssysteem te verwezenlijken.
Tussen 1980 en 1985 was Viola Burnham de "first lady of Guyana", een titel toegekend aan de vrouw van de president. Na de dood van Forbes Burnham in 1985, werd ze benoemd tot vicepresident en vicepremier van Guyana in het kabinet Desmond Hoyte. Als vicepremier was zij verantwoordelijk voor onderwijs, sociale ontwikkeling en cultuur. In 1985 werd zij ook gekozen tot lid van het parlement. Ze trad in oktober 1991 uit het kabinet en het parlement.
In 1984 werd zij onderscheiden met de Orde van Roraima.